# Hollywood Tonight
«Hollywood Tonight» es una canción del cantante estadounidense Michael Jackson, incluido en su álbum póstumo, Michael. La canción fue lanzada por Epic Records el 11 de febrero de 2011 como segundo sencillo de Michael. La canción no logró un buen desempeñó en las listas. Las partes habladas fueron realizadas por el sobrino de Jackson, Taryll Jackson y escrita por Teddy Riley. Un video musical fue lanzado el 10 de marzo de 2011. Cuenta con la bailarina Sofia Boutella vestido con un traje inspirado en Michael Jackson realizando una rutina con 60 bailarines.

## Producción y lanzamiento
La canción fue escrita por Michael Jackson durante el tiempo del álbum Invincible. Michael sacó el tema de los archivos en 2007 para trabajar en la canción con el productor Theron "Neff-U" Feemster. Jackson primero dejó un bosquejo de las letras en 1999, entonces comenzó a trabajar la música con su amigo de toda la vida y colaborador, Brad Buxer, quien coescribió la canción. Durante los próximos diez años, Jackson regresó a las numerosas veces la pista. Jackson y Brad Buxer continuó jugando con él en Las Vegas en 2007. En octubre de 2008, cuando Jackson vivía en Los Ángeles, le preguntó el ingeniero de sonido Michael Prince para poner la última mezcla de la canción en un CD para poder escuchar y ver qué se podría mejorar, pero nunca llegó a trabajar en él de nuevo. Teddy Riley, coprodujo la canción, junto con Theron "Neff-U" Feemster siguiente de la muerte de Jackson. Riley también escribió un nuevo puente, a cargo de Taryll Jackson, que incluye letras de canciones diferentes que los que quedan por Jackson.
El 3 de diciembre de 2010, antes que el álbum de Michael fue lanzado, la conductora del programa de entrevistas de acogida y comediante Ellen DeGeneres estrenó la canción "Hollywood Tonight" en Ellen DeGeneres Show. La canción fue lanzada a las estaciones de radio como primer sencillo en Italia el 11 de febrero de 2011. En Polonia, la canción fue lanzada el 14 de febrero de 2011. En un anuncio posterior del sitio web oficial de 'Jackson, "Behind the Mask" será lanzado en la radio solo en países como los Estados Unidos, Canadá, Japón y Francia.

## Recepción
La canción recibió críticas generalmente positivas de los críticos de música. Teddy Riley, el productor dijo: "Yo estaba mirando acaba de hacer el siguiente nivel de "Billie Jean" o de "Leave Me Alone". "Es como una de las líneas de bajo de conducción que pueda recordar." Joe Vogel, de The Huffington Post dijo que la canción era "sin duda un punto culminante del álbum. La canción comienza con un coro de la iglesia gótica inquietante, antes de transformarse en una danza enérgica Stomper", y "La pista cuenta con Michael en una profunda voz en particular, y concluye con estilo silbando militar ". Leah Greenblatt de Entertainment Weekly dijo que la canción "se siente más delgado y más urgente, crujiente con percusión shuffle de la marca registrada de Jackson y el pop." Dan Martin de NME llama el álbum de Michael ", no como terrible como usted puede pensar ", y" lo peor que puede decir acerca de "Hollywood Tonight" es que su firma pegadiza vuelve molesto después de un tiempo."Jason Lipshutz, Mitchell Gail y Gary Graff de Billboard pensaba de la canción "sonidos como Britney Spears", "Lucky" se cruzó con Justin Timberlake "s" LoveStoned. '"Neil McCormick de The Daily Telegraph dijo, "tiene la extraordinaria confianza de un clásico del pop y presagia un álbum que bien podría ser el mejor trabajo de Jackson desde sus días de gloria de los años ochenta. Jim Farber, del Daily News elogió "Hollywood Tonight"

## Posiciones en el mundo
"Hollywood Tonight" fue lanzado como el segundo sencillo del álbum de Michael mayoría de los países. Debido a la masiva Airplay en la BBC Radio 2 en el Reino Unido, la canción debutó en el Número 38 en el Reino Unido de Radio Airplay Chart en la semana 7, 2011 (Desde el 13 de febrero a 19 de febrero de 2011), y alcanzó el puesto número 35 en la semana 8, 2011 (Del 20 de febrero al 26 feb. 2011). La canción debutó en el puesto número 89 en el Billboard de R & B-Hop Hop en la semana del 16 de abril de 2011, que marcó la 52.ª entrada solista de Jackson con éxitos de esta tabla.

## Video musical
El sitio web oficial de Jackson anunció un vídeo musical de "Hollywood Tonight". Mientras esperaba originalmente para ser lanzado a finales de febrero, que fue empujado de nuevo más tarde al 10 de marzo de 2011. A 19 segundos de adelanto del video se puso a disposición en el Facebook oficial de Michael. El 10 de marzo, como era de esperar el video completo fue lanzado con un remix llamado "Throwback Mix", con demostración de voces alternativas sin autoajuste y al ritmo de la batería de " Billie Jean ". Actualmente el videoclip cuenta con más de 50 millones de reproducciones en Youtube.
El director de "Hollywood Tonight" es Wayne Isham. Isham dirigió en 1995 el video del número uno de Michael, "You Are Not Alone". Sed filmó en la calle de la parte frontal del Teatro Pantages en Hollywood, California.
Dirigido por nacido en Argelia bailarina Sofia Boutella, su conjunto se basa en el propio Jackson. Más de 60 bailarines realizan una rutina inspirada en Jackson, como se ve en un video publicado por TMZ. El vídeo se centra en una joven de llegar a Hollywood, que compite para convertirse en una bailarina conocida.

## Canciones
- Digital download

1. "Hollywood Tonight" - 4:30

- Promotional Digital Single[1] / UK Promotional CD Single / Brazilian Promotional CD Single 1

1. "Hollywood Tonight" (Radio Edit) - 3:46

- Korean CD Maxi Single (S10988C)[2]

1. Hollywood Tonight (Throwback Mix) - 3:46
2. Hollywood Tonight (DJ Chuckie Radio Edit) - 3:53
3. Hollywood Tonight (DJ Chuckie Remix) - 6:01
4. Hollywood Tonight (Radio Edit) - 3:46

- US Promotional CD Single

1. Hollywood Tonight (DJ Chuckie Remix) (w/o spoken word) - 6:01
2. Hollywood Tonight (DJ Chuckie Dub) - 5:00
3. Hollywood Tonight (DJ Chuckie Radio Edit) - 3:53

- Brazilian Promotional CD Single 2

1. Hollywood Tonight (DJ Chuckie Extended Remix) - 6:01
2. Hollywood Tonight (DJ Chuckie Extended Remix - No Talk) -6:01
3. Hollywood Tonight (DJ Chuckie Dub) - 5:00
4. Hollywood Tonight (DJ Chuckie Remix Radio Edit) - 3:53
5. Hollywood Tonight (Throwback Mix) -3:46
6. Hollywood Tonight (Radio Edit) -3:46

- UK 7" Single[3]

1. Hollywood Tonight (Throwback Mix) - 3:46
2. Behind The Mask (Radio Edit) -3:36

- German 5" CD Single[4]

1. Hollywood Tonight (Throwback Mix) - 3:53
2. Hollywood Tonight (DJ Chuckie Remix) - 6:00

- UK Digital Single 1[5]

1. Hollywood Tonight (Throwback Mix) - 3:47
2. Hollywood Tonight (DJ Chuckie Radio Edit) - 3:53
3. Hollywood Tonight (DJ Chuckie Remix) - 5:58
4. Hollywood Tonight (Radio Edit) - 3:46

- UK Digital Single 2[6]

1. Hollywood Tonight (Radio Edit) 3:46
2. Hollywood Tonight (DJ Chuckie Remix) - 5:58

## Posicionamiento
| Listas (2011)                      | Posiciones |
| ---------------------------------- | ---------- |
| Belgium (Ultratip 50 Wallonia)     | 5          |
| Belgium (Ultratip 50 Flanders)     | 16         |
| US Billboard Hot R&B/Hip-Hop Songs | 75         |

## Historial de lanzamientos
| Country        | Date                  | Format                           |
| -------------- | --------------------- | -------------------------------- |
| Italia         | 8 de abril de 2011    | Digital Single                   |
| Italia         | 11 de febrero de 2011 | Radio airplay, digital download  |
| United Kingdom | 11 de febrero de 2011 | CD single (promo), Radio airplay |
| United Kingdom | 10 de abril de 2011   | Digital Single                   |
| United Kingdom | 16 de abril de 2011   | 7" Single                        |
| United Kingdom | 26 de abril de 2011   | sencillo en CD                   |
| Poland         | 14 de febrero de 2011 | Radio airplay, digital download  |
| España         | 8 de marzo de 2011    | Radio airplay, digital download  |
| China          | 22 de marzo de 2011   | Radio airplay, digital download  |
| Sweden         | 10 de marzo de 2011   | Radio airplay, digital download  |
| Korea          | 10 de marzo de 2011   | Radio airplay, digital download  |
| Korea          | 31 de marzo de 2011   | sencillo en CD                   |
| Estados Unidos | 5 de abril de 2011    | urban airplay                    |
| Germany        | 8 de abril de 2011    | Digital Single                   |
| Germany        | 15 de abril de 2011   | sencillo en CD                   |